# РИА «Дагестан»
Государственное Бюджетное Учреждение «Республиканское информационное агентство Дагестан» (РИА «Дагестан») — главное информационное агентство (Интернет-СМИ) в Дагестане.

## Руководители
С момента создания РИА «Дагестан» сменилось три директора:
- Хаспулатова Наида[2] (с 2007 по 2011)[3]
- Гаджиев Нариман[4] (с 2011 по 2012)[5]
- Бабаев Фикрет (и. о. 2012—2013)
- Магомедов Магомед[6] (с 2013)[7][8]

## Награды
В 2014 году агентство получило следующие награды:
- Ежегодная интернет-премия «Прометей — 2014» в номинации «Лучший информационный ресурс Северного Кавказа».[9].
- Диплом победителя II Форума СМИ Северного Кавказа в номинации «Лучшее информационное агентство СКФО 2014 года»[10]
- Медиалогия называет РИА «Дагестан» самым цитируемым изданием 2016[11], 2017, 2018[12] и 2021 годов в Дагестане (опередив газету "Черновик" и сетевое издание "Мирмол") и Северо-Кавказском федеральном округе.

## Убийство
Вечером, 20 апреля 2012 года в Дербенте был убит главный бухгалтер РИА «Дагестан» Рамазан Новрузалиев.

## Хакерские атаки
20 и 24 июня 2009 года сайт подвергался хакерской атаке.